# Ganymedes (Eunuch)
Ganymedes (altgriechisch Γανυμήδης Ganymḗdēs; † April 47 v. Chr.) war ein Eunuch und Erzieher der ptolemäischen Königstochter Arsinoë IV., der jüngeren Schwester der berühmten Kleopatra VII. Im Alexandrinischen Krieg erwies er sich gegenüber Gaius Iulius Caesar als fähiger und ernst zu nehmender Gegner.
Sein Name Ganymedes (siehe Ganymed) soll wohl darauf hindeuten, dass er seine Karriere am ptolemäischen Hof in Alexandria als kastrierter Lustknabe begonnen hat.

## Leben
Als im Herbst 48 v. Chr. der Alexandrinische Krieg ausbrach, verschanzte sich der mit einer nur relativ schwachen Armee nach Ägypten gereiste Caesar im Palastviertel Alexandrias. Die ptolemäische Königsfamilie musste gleichsam als Geisel mit den Römern im Palast residieren. Im Verlauf der Kämpfe gelang es Ganymedes, mit der seiner Erziehung anvertrauten Prinzessin Arsinoë IV. aus dem Palast zu flüchten und sich mit ihr zur Caesar belagernden ägyptischen Armee zu begeben, die unter dem Oberbefehl des Heerführers Achillas stand. Ganymedes erreichte, dass Arsinoë IV. von den Ägyptern zur Gegenkönigin zu Kleopatra VII. ausgerufen wurde.
Die Ptolemäerprinzessin wollte ihre Machtposition stärken und suchte zu diesem Zweck den Oberbefehl über das ägyptische Heer ihrem Vertrauten Ganymedes zu übertragen. Dies brachte sie naturgemäß in Streit mit dem bisherigen Feldherrn Achillas. Der noch im Palast in Caesars Gewalt befindliche Premierminister Potheinos unterstützte in diesem Machtkampf seinen Verbündeten Achillas durch Boten, wurde aber deshalb auf Befehl des Diktators hingerichtet. Aufgrund von Potheinos’ Tod gewann die Partei Arsinoës IV. im Konflikt um das Kommando über die ägyptischen Streitkräfte die Oberhand. Beide Seiten bemühten sich, die Truppen durch Geldgeschenke für sich einzunehmen. Laut dem Geschichtsschreiber Cassius Dio beschuldigte Ganymedes den Achillas, die Flotte an die Feinde verraten zu wollen. Diesen wohl völlig unberechtigten Vorwurf nutzte Arsinoë IV. als Vorwand, um Achillas hinrichten zu lassen. Dessen Position als Oberbefehlshaber übte nun Ganymedes aus. Die zum Belagerungsheer gestoßenen Alexandriner folgten aber dem Eunuchen wesentlich williger als die regulären, lange an Achillas als Kommandanten gewohnten Streitkräfte.
Ganymedes ließ die vom Nil gespeisten Kanäle, die unterirdisch zu Caesars Viertel führten, absperren und suchte so die Trinkwasserzufuhr zu den Römern zu kappen. Außerdem befahl der Eunuch, mit Hilfe von Maschinen in die höher gelegenen Stadtviertel enorme Mengen an Meerwasser pumpen und dieses in das Palastviertel hinunterfließen zu lassen. Dadurch wurde das Süßwasser in den Zisternen verseucht und die Legionäre gerieten in Panik. Caesar befahl, tiefe Brunnen auszuheben und stieß nach einer mit Grabungsarbeiten ausgefüllten Nacht auf große Mengen an Trinkwasser.
Gnaeus Domitius Calvinus schickte aus Kleinasien als Verstärkung die 37. Legion auf einer Flotte zu Caesar, die aber durch starke Ostwinde an Alexandria vorbeigetrieben wurde und bei der ins Meer vorspringenden Landzunge Chersonesos landete. An Bord machte sich bald Wassermangel bemerkbar. Der Diktator erhielt von der Ankunft der Verstärkungstruppen und ihrem Versorgungsengpass durch Boten Kunde und fuhr ihnen mit seiner Flotte entgegen. Er nahm aber keinen größeren militärischen Geleitschutz mit, da er ohnehin nur wenige Soldaten zur Verteidigung seines Stadtteils aufbieten konnte. Einige seiner Begleiter sollten an Land nach Süßwasser suchen, doch fielen sie teilweise in die Hände feindlicher Kavalleristen. So erfuhr Ganymedes von Caesars recht ungeschützter Lage und entschloss sich, mit seinen Schiffen den römischen Feldherrn auf der Rückfahrt nach Alexandria zu attackieren. Caesar gelang es jedoch, die von Calvinus geschickte Flotte in den Großen Hafen zu führen, nachdem er Ganymedes’ Angriff abgewehrt hatte.
Nach diesem Misserfolg ermunterte Ganymedes die Alexandriner in einer Volksversammlung, den Kampf nicht verloren zu geben. Er bemühte sich eifrig, seine Flotte wieder zu erneuern. Erstaunlich schnell wurden etliche alte Schiffe ausgebessert und einsatzbereit gemacht sowie neue gebaut. So verfügte Ganymedes bald über fünf Fünfruderer, 22 Vierruderer und mehrere kleinere Schiffe. Ziel war, die ägyptischen Seestreitkräfte so weit hochzurüsten, dass sie die Römer von jeder weiteren Zufuhr zur See abschneiden konnten. Laut Cassius Dio scheint es Ganymedes mit seiner neu gestärkten Flotte gelungen zu sein, einige römische Schiffe zu verbrennen und andere zu kapern, welches Detail der procaesarisch gesinnte Autor des Alexandrinischen Kriegs, wahrscheinlich Aulus Hirtius, verschweigt. Caesar ging nun in die Offensive, erschien mit seiner Flotte im Eunostos-Hafen und versenkte vor allem durch die Fähigkeit seiner rhodischen Marineeinheiten angeblich fast ohne eigene Verluste fünf ptolemäische Schiffe, woraufhin der Rest zu dem Damm floh, der die Insel mit der Stadt verband. Dort konnten die Alexandriner ihre Schiffe durch nahegelegene Häuser und Schanzwerke besser verteidigen, so dass sich Caesar zurückzog.
Beim Versuch, den Heptastadion-Damm zu erobern, wäre Caesar fast ums Leben gekommen. Etwa damals wandten sich die Alexandriner anscheinend von Arsinoë IV. und Ganymedes als Anführer ab. Angeblich waren sie über das harte Regiment und die zu geringen Erfolge des Eunuchen erbittert. Sie baten Caesar um die Freilassung des Ptolemaios XIII. Der römische Feldherr stimmte zu. Der junge König übernahm nun den Oberbefehl über die ägyptische Armee und kämpfte energisch gegen die Römer. Doch Caesar erhielt bald weitere Verstärkungen und errang den entscheidenden Sieg.
Nach dem römischen Triumph endete Ganymedes auf der Flucht.